# 엘레나 마르틴
엘레나 마르틴(Elena Martín, 1992년 ~ )는 스페인의 배우, 영화 감독, 영화 각본가이다.